# Titularbistum Subaugusta
Subaugusta ist ein Titularbistum der römisch-katholischen Kirche. 
Es geht zurück auf einen suburbikarischen Bischofssitz in der italienischen Region Latium im heutigen Stadtteil Roms Centocelle, welcher bereits zur Zeit der Völkerwanderung aufgelöst wurde. 
Aus historischer Zeit sind vier Bischöfe überliefert:
- Crespianus (erwähnt 465)
- Petrus (erwähnt 487 und 495)
- Maximianus (erwähnt 495 und 499)
- Iocundus bzw. Iucundus (erwähnt 502 und 503)[1]

| Titularbischöfe von Subaugusta |                     |                                                              |                    |                  |
| Nr.                            | Name                | Amt                                                          | von                | bis              |
| 1                              | Ferdinando Maggioni | Weihbischof in Mailand (Italien)                             | 14. September 1967 | 17. Juli 1980    |
| 2                              | Filippo Giannini    | Weihbischof in Rom (Italien und Vatikanstadt)                | 1. Dezember 1980   | 10. Februar 2012 |
| 3                              | Gianrico Ruzza      | Weihbischof in Rom (Italien und Vatikanstadt)                | 8. April 2016      | 18. Juni 2020    |
| 4                              | Dario Gervasi       | Weihbischof in Rom (Italien und Vatikanstadt), Kurienbischof | 31. August 2020    |                  |